# Daniel Krejčík
Daniel Krejčík (* 24. června 1994 Mladá Boleslav) je český filmový, divadelní a dabingový herec, nominovaný na Cenu Thálie, Cenu divadelní kritiky a Cenu Františka Filipovského, autor dvou autobiografických knih.

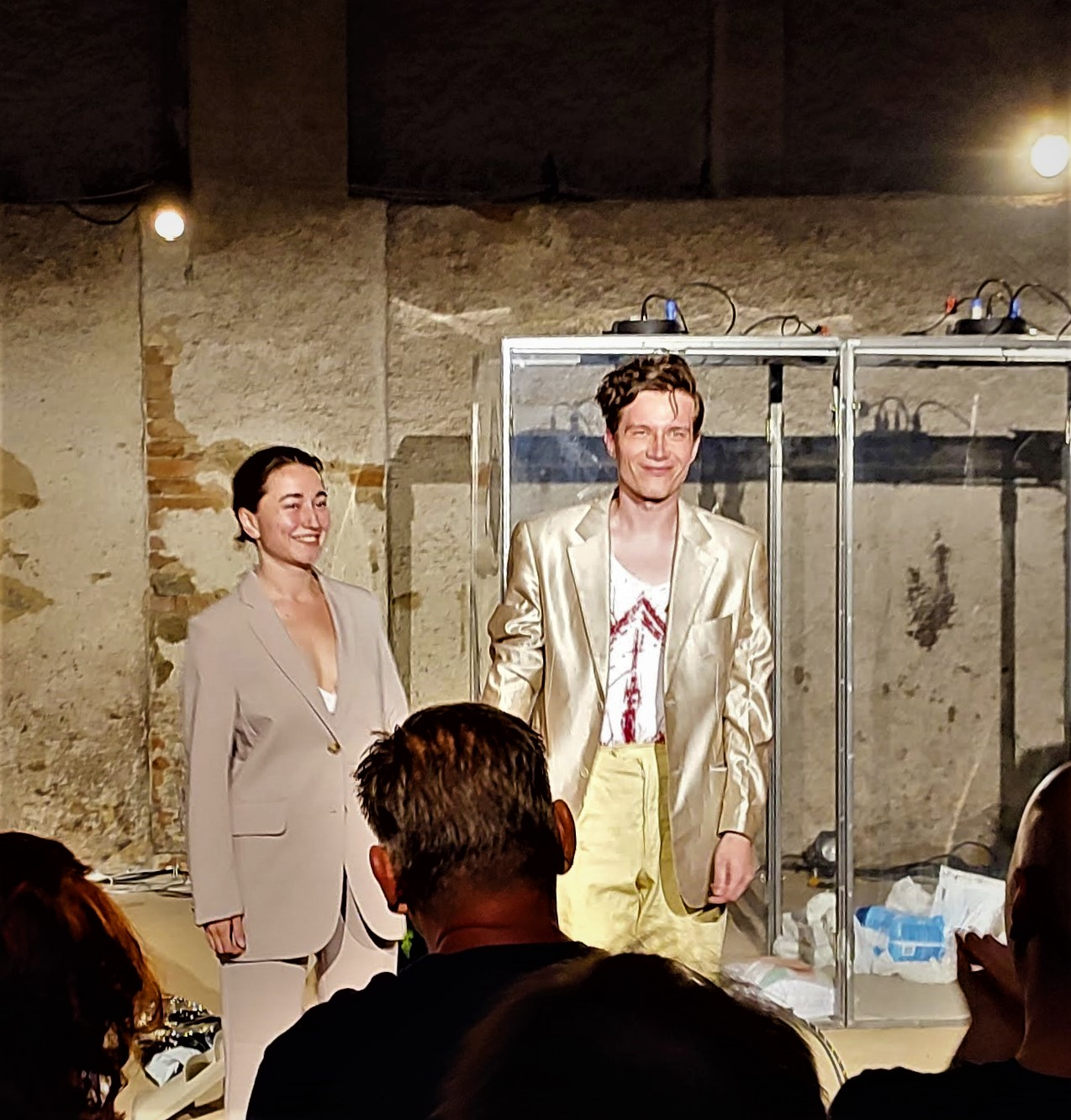
Daniel Krejčík a Antonie Rašilovová ve hře Očistec si zaslouží každý divadelního spolku Depresivní děti touží po penězích

## Život
Daniel Krejčík se narodil 24. června 1994 v Mladé Boleslavi do rodiny vlastnící pohřební službu v Sobotce a v Jičíně. Maturoval roku 2012 na Lepařově gymnáziu v Jičíně. Po studiu nastoupil jako herec do Divadla v Řeznické, kde ztvárnil hlavní roli v představení Velmi shakespearovské vztahy v režii Jiřího Joska, posléze po boku Vilmy Cibulkové roli Horsta Kettnera v představení Leni, jež bylo oceněno Cenou Thálie. Dále účinkoval v představeních Kočka na kolejích (v koprodukci s Divadlem Na Vinohradech) v režii Michala Pavlíka a za představení Cock získal širší nominaci za Nejlepší mužský herecký výkon na Cenách Thálie.
V roce 2017 založil společně s herečkou Petrou Horváthovou divadelní spolek SpoluHra, kde pravidelně hrál a ujal se i dramaturgie. SpoluHra našla domácí scénu v holešovické La Fabrice. Jako první kus SpoluHra uvedla hru V hodině rysa. Tentýž rok byl nominován v nejprestižnějších divadelních oceněních na Cenách divadelní kritiky (dříve Cena Alfréda Radoka) jako herecký Talent roku 2013. Dále se ve spolku SpoluHra věnoval dramaturgii (představení Gedeonův uzel) a v témže spolku ztvárnil po boku Ivy Pazderkové hlavní roli v thrilleru Po konci světa v Divadle v Celetné. Na začátku roku 2019 v La Fabrice odpremiéroval hlavní roli Arthura Rimbauda ve hře Úplné zatmění, kde účinkuje s Matějem Stropnickým a Sandrou Novákovou.
Spolupracuje s uměleckou skupinou OLDstars v Bytovém divadle v Košické, kde hraje monodrama Všechny báječné věci, za které největším divadelním portálem i-divadlo.cz obdržel cenu za Nejlepší mužský herecký výkon roku 2018.
Od roku 2019 je stálým hercem Divadla na Fidlovačce, kde hraje a zpívá hlavní roli v muzikálu Šakalí léta a též hlavní roli ve světové premiéře titulu Dánská dívka.Pravidelně účinkuje na Letních shakespearovských slavnostech (Večer tříkrálový, režie: Jana Kališová). Dále spolupracuje s uměleckou skupinou Depresivní děti touží po penězích Jakuba Čermáka, kde se objevil v představení 120 dnů Sodomy a v roli sv. Šebestiána ve hře Martyrium aneb umění trpět.
Televizní diváci ho mohou znát ze seriálů: Ordinace v růžové zahradě, Dáma a král, Polda, V.I.P. vraždy, Specialisté aj. V roce 2016 natočil koprodukční projekt s oscarovým režisérem Olivierem Hirschbieglem Pod jedním nebem, dále televizní film Balada o pilotovi.
V roce 2019 ztvární hlavní roli ve filmu Romana Němce Kam motýli nelétají.
Patří k často obsazovaným dabingovým hercům, nadaboval a nazpíval přes 800 různých filmových a televizních titulů, například Hobit, Koruna, Dej mi své jméno, Sabrinina děsivá dobrodružství, Tom na farmě, Spiderman, Vymazaný kluk. Propůjčil hlas hercům jako Timothée Chalamet, Eddie Redmayne, Jonathan Rhys Meyers, Lucas Hedges, Josh O' Connor nebo Taylor Lautner.
V roce 2019 byl v širší nominaci na dabingovou Cenu Františka Filipovského za nadabování Mattiase Inwooda v seriálu Will.
V letech 2017 až 2023 byl jeho partnerem politik a novinář Matěj Stropnický, s nímž žil na zámku v Osečanech na Sedlčansku. Tento původně zchátralý objekt společně opravovali a kulturně oživovali, a to například formou spolupořádání Letní divadelní scény a jiných kulturních benefičních akcí s cílem záchrany tohoto památkově chráněného objektu. Rozešli se na konci roku 2023, údajně kvůli nevěře Matěje Stropnického se ženou, Krejčík se následně ze zámku odstěhoval. V roce 2024 se jeho novým partnerem stal dispečer kamionové dopravy Tomáš Jirka, rozešli se však na přelomu let 2024 až 2025. V březnu 2025 pak oznámil, že je ve vztahu s ředitelem základní školy v Olomouci a spisovatelem Jiřím Vymětalem.

## Divadelní role (výběr)
- Divadlo Na Fidlovačce – Šakalí léta – Eda / Bejby
- Divadlo Na Fidlovačce – Dánská dívka – Einar / Lili
- OLDstars – monodrama Všechny báječné věci – chlapec
- SpoluHra – V hodině rysa – chlapec
- SpoluHra – Úplné zatmění – Rimbaud
- SpoluHra – Po konci světa – Mark
- Venuše ve Švehlovce – 120 dnů Sodomy
- Letní Shakespearovské slavnosti – Večer tříkrálový aneb Cokoli chcete
- Divadlo v Řeznické – Leni
- Divadlo v Řeznické – Cock
- Divadlo v Řeznické – Velmi shakespearovské vztahy
- Divadlo v Řeznické – Kočka na kolejích
- Depresivní děti touží po penězích – Očistec si zaslouží každý (2022) – Jiří Ovčáček /anonymní sebevrah

## Filmografie
- Kam motýli nelétají
- Rozkoš
- Pod jedním nebem (minisérie)
- Balada o pilotovi
- " Vytoč mého agenta"
- Výpadek
- Polda (seriál)
- V.I.P. vraždy (seriál)
- Ordinace v růžové zahradě 2[20] (seriál)

## Dabingové role (výběr)
- Dej mi své jméno / Call Me by Your Name (2017)
- Esa z pralesa-Maurice (2017)
- Vezmeš si mě, kámo? (2018)
- Kočka-Nicholas (2018)
- Cizinec ve vlaku-Dean-Charles Chapman (2018)
- Genera+ion (2021)